# Belkommunmaš

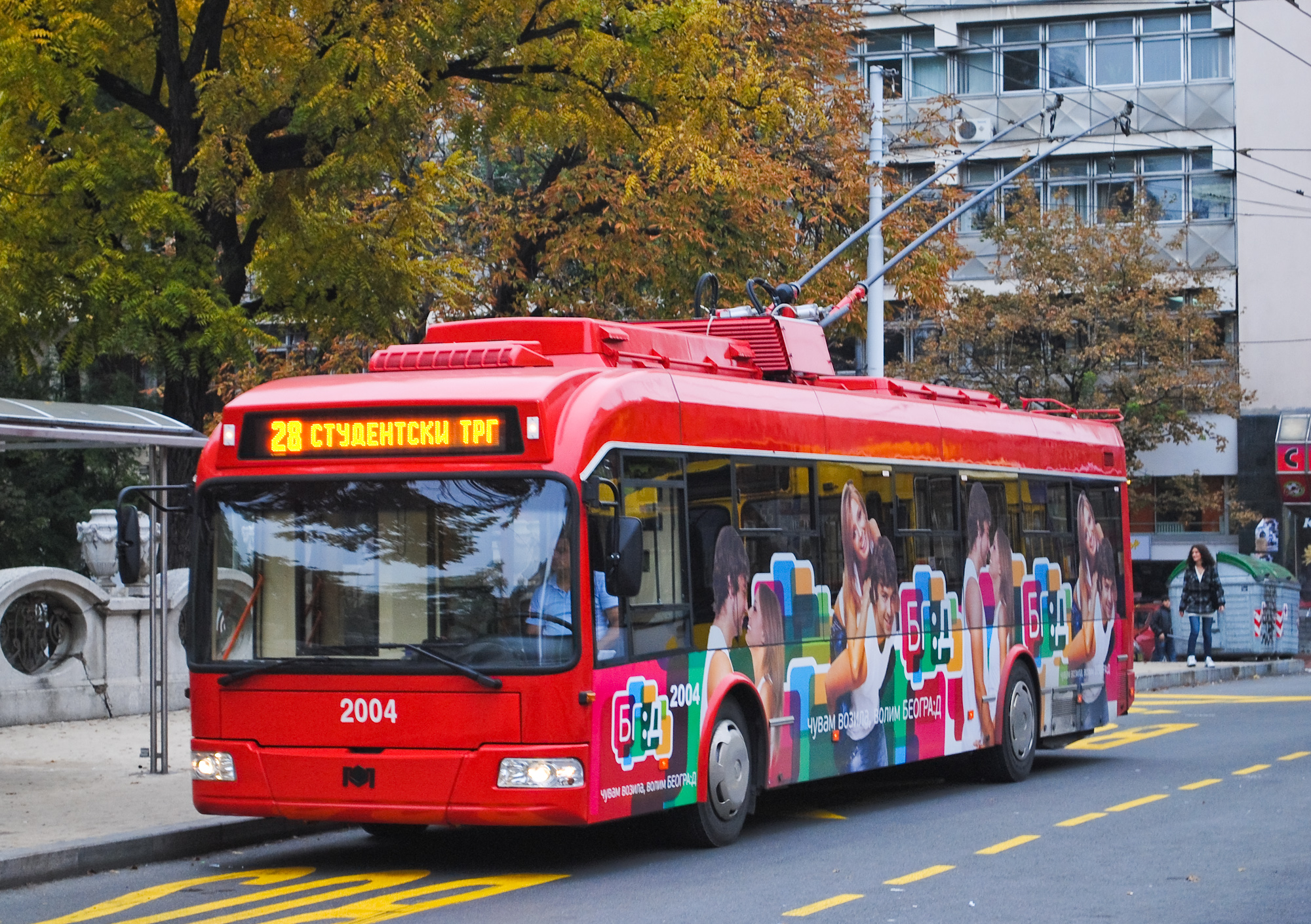
Trolejbus AKSM-321 v Bělehradu

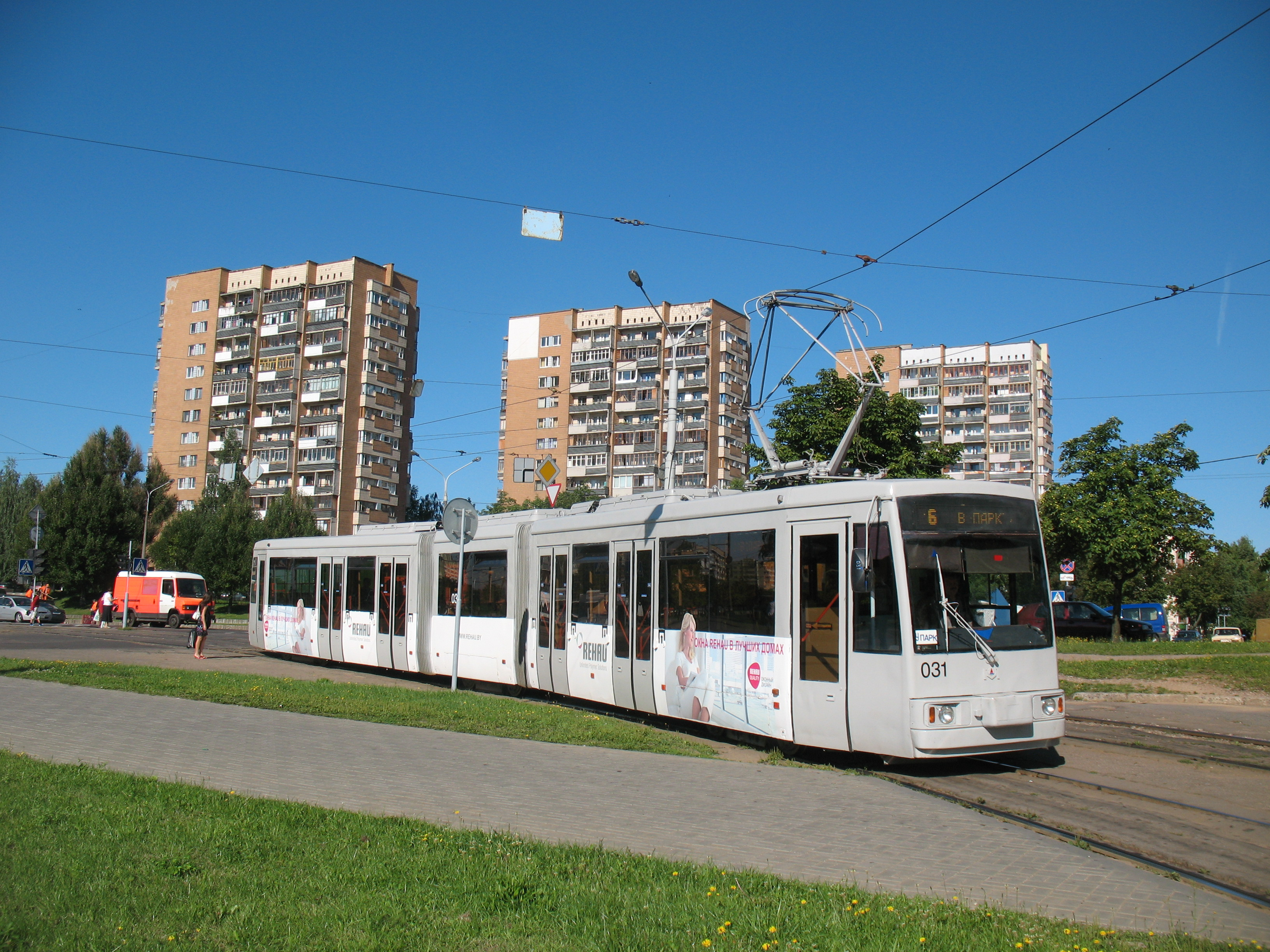
Tramvaj AKSM-743 v Minsku

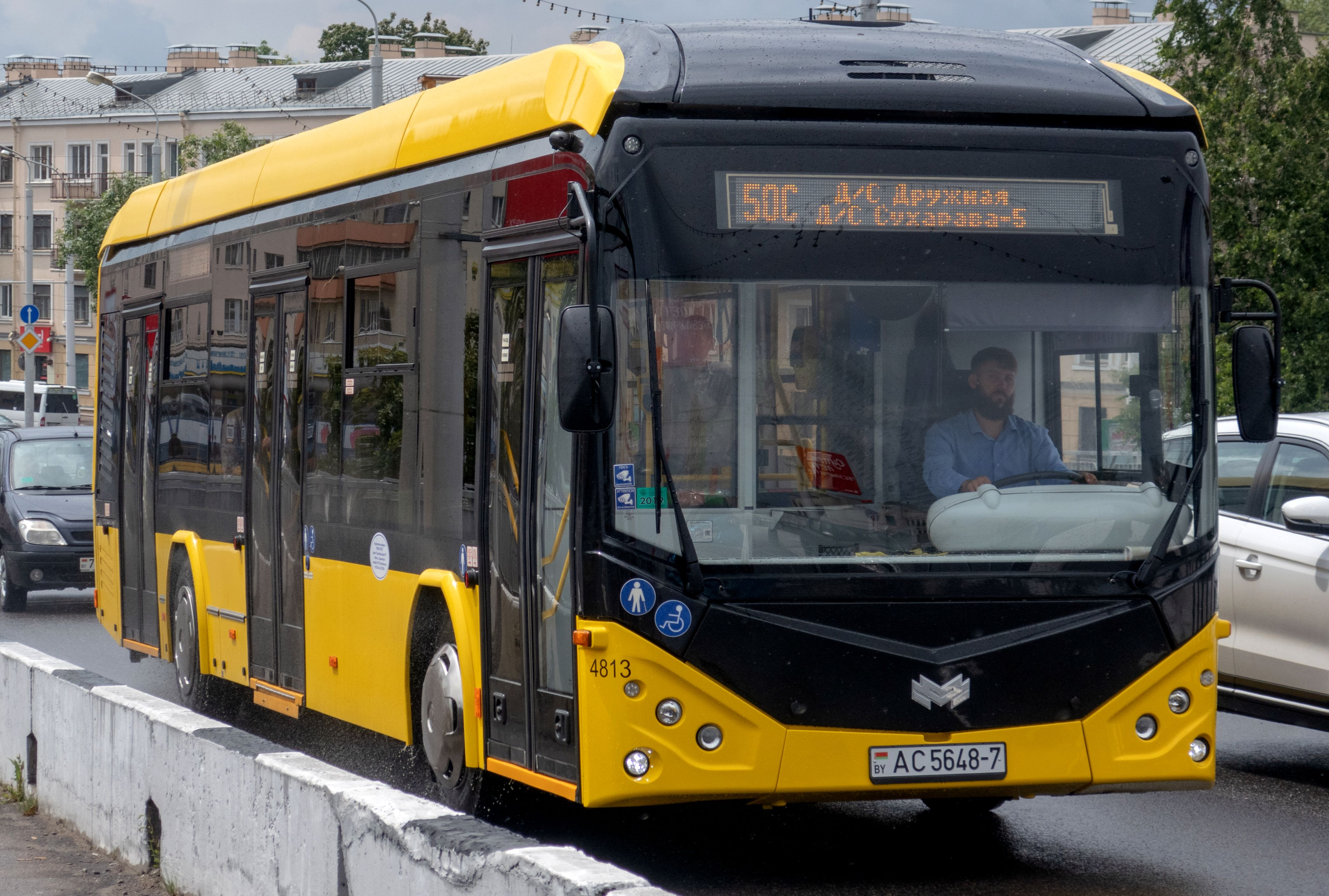
Elektrobus E321 v Minsku

Belkommunmaš (bělorusky Белкамунмаш) je běloruský výrobce trolejbusů a tramvají sídlící v Minsku. Podnik byl založen v roce 1973 jako opravna vozidel elektrické trakce, první trolejbus byl rekonstruován o rok později. Po rozpadu Sovětského svazu se Belkommunmaš zaměřil v roce 1993 i na vývoj a stavbu vlastních trolejbusů, první typy AKSM-100 a AKSM-101 vycházely z ruských trolejbusů ZiU-9, v roce 2000 začala firma vyrábět i tramvaje. V současnosti je Belkommunmaš největším běloruským výrobcem a opravcem na poli elektrických vozidel pro městskou hromadnou dopravu, jeho trolejbusy jezdí v desítkách měst v Bělorusku, Rusku, Mongolsku, Moldavsku, Lotyšsku, Kazachstánu, Srbsku, Kyrgyzstánu či na Ukrajině.

## Trolejbusy
- AKSM-100
- AKSM-101
- AKSM-201
- AKSM-213
- AKSM-221
- AKSM-321
- AKSM-333
- AKSM-420

## Tramvaje
- AKSM-1M
- AKSM-60102
- AKSM-62103
- AKSM-743
- AKSM-843